# Deliktsstadium
Das Deliktsstadium ist im Strafrecht der Zustand, der den Grad der Vollendung einer Straftat angibt.

## Allgemeines
Das Deliktsstadium beantwortet die Rechtsfrage, ob überhaupt eine Straftat begangen wurde und wie hoch die Strafzumessung bei einer erwiesenen Straftat ausfällt. Dabei spielt der Straftatbestand eine wichtige Rolle, denn das Deliktsstadium hängt auch davon ab, ob und inwieweit die gesetzlich genau beschriebenen objektiven Tatbestandsmerkmale durch den Täter erfüllt worden sind. Sowohl der Rücktritt als auch die tätige Reue als strafmildernde Maßnahmen sind vom Fortschritt der Tathandlung abhängig.

## Phasen einer Straftat
Man unterscheidet fünf Phasen einer Straftat, nämlich Tatentschluss, Tatvorbereitung, Versuch, Vollendung und Beendigung. Manchmal werden Tatentschluss und Tatvorbereitung dem Versuchsstadium zugeordnet. Diese Phasen sollen beispielhaft anhand des Wohnungseinbruchdiebstahls (§ 244 Abs. 1 Nr. 3 StGB) erläutert werden. Objektive Tatbestandsmerkmale sind hierbei der Einbruch in eine Wohnung (oder sich in dieser verbergen) zum Zwecke des Diebstahls.  

### Tatentschluss
Jede vorsätzlich begangene Straftat setzt den Tatentschluss des Täters, den Tatbestand einer Straftat zu verwirklichen, voraus. Der Entschluss beruht auf einer Idee des mit krimineller Energie ausgestatteten Täters, die in der Tatplanung umgesetzt wird. Dieser Entschluss ist strafrechtlich ohne Bedeutung, solange der Täter über seinen Entschluss schweigt und niemand einweiht. Erhält nämlich jemand Kenntnis von einer bevorstehenden Straftat, so ist er gemäß § 138 StGB bei bestimmten Delikten zur Strafanzeige verpflichtet. Die persönliche Straffreiheit hiervon ist in § 139 StGB geregelt. Der Tatentschluss des Täters muss vorbehaltlos, mithin unbedingt und endgültig sein.
Beispiel für einen Tatentschluss
Der Täter beschließt die alleinige Begehung eines Wohnungseinbruchdiebstahls und schweigt über seine Pläne.

### Tatvorbereitung
Auch Vorbereitungshandlungen bleiben im Regelfall noch straflos. Hierbei handelt es sich um Verhaltensweisen, die erst die Bedingungen für die anschließende Tatverwirklichung schaffen sollen. Hierzu gehören die Planung des Tatorts, der Tatzeit und des Tatablaufs, der ohne Zeugen oder Hinterlassen von Spuren verlaufen sollte, sowie die Beschaffung der Tatmittel. 
Vorbereitungshandlungen zu schweren Verbrechen stellen sogar eigenständige Straftatbestände dar (§ 83 StGB: Hochverrat, § 87 StGB: Agententätigkeit, § 149 StGB: Geldfälschung, § 152a StGB: Fälschung von Zahlungskarten/Schecks/Wechseln, § 234a Abs. 3 StGB: Verschleppung, § 316c Abs. 4 StGB: Angriffe auf den Luft- und Seeverkehr). Dies sind typisiert-formale Vorbereitungshandlungen, weil das Gesetz formuliert: „Wer (eine Tat) vorbereitet, indem er…“. Typisiert-materielle Vorbereitungshandlungen sind beispielsweise das Herstellen, Überlassen, Verkaufen oder Unterstützen. Kurt Schmoller geht davon aus, dass der Unwert einer Tat umso mehr steige, je sorgfältiger der Täter sie vorbereitet habe.
Beispiel für die Tatvorbereitung
Der Täter kundschaftet eine Wohnung aus, der Einbruch soll am nächsten Samstag stattfinden. Er besorgt sich Tatmittel.

### Versuch
Gemäß § 22 StGB liegt ein Versuch vor, wenn der Täter nach der Vorbereitung der Tat zur Verwirklichung des Tatbestands unmittelbar ansetzt, also keine weiteren Vorbereitungshandlungen mehr bis zur Tatbestandsverwirklichung erforderlich sind. Das Versuchsstadium erstreckt sich dementsprechend auf Handlungen, die im ungestörten Fortgang unmittelbar zur Tatbestandserfüllung führen sollen oder die im unmittelbaren räumlichen und zeitlichen Zusammenhang mit ihr stehen. Der Versuch eines Verbrechens ist stets strafbar, eines Vergehens lediglich dann, wenn dies gesetzlich ausdrücklich vorgesehen ist (§ 23 Abs. 1 StGB). Strafgrund des Versuchs ist die Betätigung durch den Täter, mit der er seinen verbrecherischen Willen umsetzt. Hierbei spielt im Strafrecht die subjektive Theorie oder die Eindruckstheorie eine Rolle. Während die subjektive Theorie den rechtsfeindlichen Willen des Täters voraussetzt, sieht die Eindruckstheorie das Vertrauen der Allgemeinheit in die Geltung der Rechtsordnung erschüttert und das Gefühl der Rechtssicherheit und des Rechtsfriedens beeinträchtigt. Mit dem Rücktritt vom Versuch kann sich der Versuchstäter gemäß § 24 Abs. 1 StGB von seiner Versuchsstrafbarkeit befreien.  
Beispiel für einen Versuch
Der Täter dringt in die vorgesehene Wohnung gewaltsam ein und durchsucht sie nach Wertgegenständen. 

### Vollendung
Eine Straftat gilt als vollendet, wenn alle Merkmale des Tatbestands verwirklicht sind. Bei den Unternehmensdelikten ist aus kriminalpolitischen Gründen die Vollendungsstrafbarkeit vorverlagert. Somit begeht bereits derjenige ein vollendetes Unternehmensdelikt, der Handlungen vornimmt, die bei Vollendungsdelikten lediglich als Versuch zu werten wären. Beim Zeitpunkt der Vollendung ist zwischen Erfolgsdelikten (etwa dem Eintritt des Verletzungserfolges: § 212 Abs. 1 StGB, § 223 Abs. 1 StGB), Gefährdungsdelikten (§ 315b Abs. 1 StGB, § 315c Abs. 1 StGB) und Tätigkeitsdelikten (Vornahme einer Handlung, § 316 Abs. 1 StGB) zu unterscheiden.
Tätige Reue ist bei manchen bereits vollendeten Straftaten möglich (§ 83a StGB: Hochverrat, § 98 Abs. 2 StGB: Landesverrat, § 139 Abs. 4 StGB, § 142 Abs. 4 StGB: Unerlaubtes Entfernen vom Unfallort, § 306 StGB, § 306a StGB: Brandstiftung, § 306e Abs. 2 StGB: fahrlässige Brandstiftung, § 314a Abs. 3 StGB: wer freiwillig die Gefahr abwendet, bevor ein erheblicher Schaden entsteht).   
Beispiel für die Vollendung
Der Täter sammelt die ausgesuchten Wertgegenstände ein (Wegnahme) und legt sie in einen mitgebrachten Sack (zwecks Gewahrsam).

### Beendigung
Eine Straftat gilt erst dann als beendet, wenn auch diejenigen Umstände verwirklicht sind, „die nach dem jeweiligen Deliktstypus infolge Vorverlegung der Vollendung zwar nicht mehr zur Tatbestandsbeschreibung gehören, aber das Unrecht der Tat mitprägen“. Die Tat ist spätestens mit dem „Verbringen der gestohlenen Beute in die eigenen Räume des Täters“ beendet. Beendigung liegt in dem Moment vor, in dem das strafbare Unrecht seinen Abschluss gefunden hat.
- Dauerdelikte sind mit der Verwirklichung der Tatbestandsmerkmale vollendet, beendet erst mit dem Abschluss der Rechtsgutsbeeinträchtigung. Der Hausfriedensbruch ist beispielsweise mit dem Eindringen in die Wohnung vollendet, aber erst mit Verlassen der Wohnung beendet.
- Zustandsdelikt: Eine einheitliche Tathandlung wird über den Vollendungszeitraum weitergeführt. Der viermal auf das Opfer einschlagende Täter hat die Körperverletzung bereits nach dem ersten Schlag vollendet, aber erst nach dem vierten Schlag beendet.

Die Beendigung fällt oft mit Vollendung zusammen, so etwa tritt gemäß § 212 StGB (Totschlag) mit dem Tod des Menschen sowohl Vollendung als auch Beendigung der Tat ein. 
Beispiel bei der Beendigung
Der Täter verlässt mit dem gefüllten Sack die Wohnung und entkommt unbemerkt mit der Beute. Im Beispiel ist der Taterfolg eingetreten, auch wenn der Täter unterwegs aus Nervosität die Beute verliert.

## Rechtsfolgen
Eine Straftat umfasst nicht nur das einzelne in der Anklageschrift und dem Eröffnungsbeschluss erwähnte Tun des Angeklagten, sondern den ganzen, nach der Lebensauffassung eine Einheit bildenden tatgeschichtlichen Vorgang, innerhalb dessen der Angeklagte als Täter oder Teilnehmer einen Straftatbestand verwirklicht haben soll. Den Strafverfolgungsbehörden muss es gelingen, einen möglichst lückenlosen Tatnachweis des gesamten Deliktsstadiums zu führen. Die Strafbarkeit beginnt erst mit dem Versuch eines Verbrechens, der – nur bis vor Vollendung mögliche – Rücktritt führt zur Straflosigkeit. Die höchste Strafzumessung ist mit der Beendigung der Straftat verbunden. Wird die Strafdrohung während der Begehung der Tat geändert, so ist gemäß § 2 Abs. 2 StGB das Gesetz anzuwenden, das bei Beendigung der Tat gilt (lateinisch Lex mitior).

## International
Die Kriminalistik bedient sich der Erkenntnisse der Physik, Technik, Chemie oder Biologie, so dass international die gleichen Bedingungen auch für das Deliktsstadium gelten.